# Movimiento 29 de Agosto
El Movimiento 29 de Agosto (o August 29th Movement, acortado como ATM ), fue una organizacióncomunista chicana que actuó de 1974 hasta 1978. Se formó a partir del Comité Laboral del Partido La Raza Unida  en Los Ángeles y otros colectivos, formándose oficialmente en una Conferencia de Unidad en mayo de 1974. Fue una de varias organizaciones que formaron parte del Nuevo Movimiento Comunista, que fueron influenciadas por el pensamiento de Mao Zedong y las teorías de Iósif Stalin sobre la Cuestión Nacional.

## Historia
El antecedente más próximo del ATM fueron los Boinas cafés, un movimiento de autodefensa el cuál se agrupaban para evitar la violencia policial y la discriminación contra la comunidad latina. Bill Gallegos conoció a Yvonne De Los Santos en 1974, cuando "un grupo de chicanos y chicanas bastante andrajosos formaron el Movimiento 29 de Agosto (marxista-leninista), la primera organización socialista revolucionaria que surgió de la Lucha de Liberación Chicana". El pequeño pueblo de Oxnard produjo todo un distrito de miembros de ATM, incluidos Yvonne, Connie Valdez, Beto Flores y Jenaro Valdez.
La ATM publicó un manifiesto llamado, "Fan The Flames: A Revolutionary Position on the Chicano National Question", en 1975. En él, la organización articuló la opinión de que los chicanos que vivían en el suroeste de los Estados Unidos eran una nación oprimida debido a la anexión del norte de México en la Guerra México-Estadounidense, teniendo derecho a la independencia. La estrategia de ATM, como otras formaciones del MNC, fue construir un partido comunista multinacional.
El Movimiento veintinueve de Agosto publicó un periódico, Causa Revolucionaria, y la revista teórica, La Bandera Roja .
En Nuevo México, el capítulo del ATM ingréso al Centro Chicano de Comunicaciones, una organización de medios fundada por Elizabeth "Betita" Martínez. Fueron responsables de la destrucción de una edición completa de su libro 450 años de historia chicana, una de las primeras historias chicanas, debido al desacuerdo sóbre como el ATM vio la descripción de los libros de la cuestión nacional chicana.
En 1978, ATM se fusionó con I Wor Kue, una organización comunista asiático-estadounidense, para formar la Liga de Lucha Revolucionaria.

## Publicaciones
- Dasco Strike: Lessons for the M-L Movement. August 29 Movement, 1974?, 7p.
- Unity Statement, 1974.
- Fan the Flames: A Revolutionary Position on the Chicano National Question, 1975.
- Selected speeches presented at forums by the August 29 Movement 1974–1975 : Marxist-Leninists unite!, 1976?.
- The Red Banner: The Theoretical Journal of the August Twenty-Ninth Movement (ML).
- Revolutionary Cause=Causa Revolucionaria. Newspaper.